# Taranga Corona
Taranga Corona est une corona, formation géologique en forme de couronne, située sur la planète Vénus par 16,5° N et 251,5° E. Elle est localisée dans le quadrangle d'Hecate Chasma. Elle a été nommée en référence à Taranga, déesse polynésienne de la fertilité. 

## Géographie et géologie
Taranga Corona couvre une surface circulaire d'environ 525 km de diamètre. Cette formation fait partie des 34 coronae de plus de 500 km de diamètre sur la surface de Vénus.